# Катарина Масети
Катарина Масети (на шведски: Katarina Mazetti) е шведска журналистка, преподавателка и писателка, авторка на бестселъри в жанровете любовен роман, криминален роман, сатира и детско-юношеска литература.

## Биография и творчество
Катарина Масети е родена на 29 април 1944 г. в Стокхолм, Швеция. Потомка е на италиански каменоделци имигрирали в Швеция през 1800 г. Баща ѝ е инженер, а майка ѝ е шивачка на шапки. Израства в Карлскрона с мечтата да бъде журналист.
Получава магистърска степен по английски и шведски език от Университета в Лунд. Работи няколко години като преподавател в Малмьо. След това в периода 1989-2004 г. работи като продуцент и водещ на „Sveriges Radio“ като прави феминистко ориентирани програми.
В края на 80-те започва да пише книги за деца, а по-късно и други произведения в различни жанрове.
През 1999 г. е публикуван най-известния ѝ хумористично-любовен роман „Мъжът от съседния гроб“. За него тя се основава на опита си на съпруга на фермер. Романът става международен бестселър. През 2002 г. е екранизиран в едноименния филм филм с участието на Елизабет Карлсон, Михаел Нюквист и Аника Олсон.
Произведенията на писателката са преведени на над 30 езика по света.
Катарина Масети живее със семейството си в Лунд.

## Произведения

### Самостоятелни романи
- Här kommer tjocka släkten (1988)
- Grod Jul på Näsbrännan eller Skuggan av en gris (1993)
- Handbok för martyrer (1993)
- Köttvars trollformler (1991)
- Det är slut mellan Gud och mej (1995)
- Det är slut mellan Rödluvan och vargen (1998)
- Den hungriga handväskan (1998)
- Krigshjältar och konduktörer (1999)
- Mazettis blandning (2001)
- Fjärrkontrolleriet: äventyrs- och kärlekshistoria för barn (2001)
- Slutet är bara början (2002)
- Tyst! Du är död! (2001)
- Tarzans tårar (2003)
- Mazettis nya blandning (2004)
- Ottos äventyr (2005)
- Mitt himmelska kramdjur (2007)
- Slump (2008)
- Blandat blod (2008)
- Mitt liv som pingvin (2008)
- Snö kan brinna (2015)

### Серия „Бени и Скаридата“ (Benny and Shrimp)
1. Grabben i graven bredvid (1999)
Мъжът от съседния гроб, изд.: ИК „Колибри“, София (2012), прев. Елена Радинска
2. Familjegraven: en fortsättning på romanen Grabben i graven bredvid (2005) 
Семейна гробница, изд.: ИК „Колибри“, София (2014), прев. Радослав Папазов

### Серия „Братовчедите Карлсон“ (Kusinerna Karlsson) – детска серия
1. Spöken och spioner (2012)
2. Vildingar och vombater (2012)
3. Vikingar och vampyrer (2013)
4. Monster och mörker (2013)
5. Skräckbåten och Svarta damen (2014)
6. Pappor och pirater (2015)
7. Skurkar och skatter (2016)

### Екранизации
- 2002 Grabben i graven bredvid